# Hebe rupicola
Hebe rupicola é uma espécie de planta do gênero Hebe.